# Formicivora
Formicivora är det dominerande fågelsläktet i familjen myrfåglar inom ordningen tättingar med utbredning i Sydamerika från Colombia till Paraguay. Nedanstående lista med åtta arter följer AviList:
- Smalnäbbad myrsmyg (F. iheringi)
- Svarthuvad myrsmyg (F. erythronotos)
- Vitbrynad myrsmyg (F. intermedia)
- Vitrandad myrsmyg (F. grisea)
- Serramyrsmyg (F. serrana)
- Svartbukig myrsmyg (F. melanogaster)
- Rostryggig myrsmyg (F. rufa)
- Sincoramyrsmyg (F. grantsaui)
- Paranámyrsmyg (F. acutirostris)